# Waldemar Acosta
Waldemar Jesús Acosta Ferreira (n. 25 de agosto de 1986, Rosario, Colonia, Uruguay) es un futbolista uruguayo que juega de delantero y su equipo actual es el Club Deportivo Águila de la Primera División de El Salvador.

## Trayectoria
Debutó profesionalmente en el año 2007, con el Deportivo Colonia de su tierra natal. En 2009 es cedido al Club Atlético Esparta . En 2011 para fichar por el Técnico Universitario de Ambato, en donde marcó 21 goles siendo el goleador del equipo y se corona campeón 2011 de la Serie B de Ecuador. Para la temporada 2012, Deportivo Quito lo contrata. A mediados de temporada firma con el Club Celaya de la Liga de Ascenso de México. 
Para la temporada 2013 firma contrato con Macará de la ciudad de Ambato (Ecuador) hasta mediados de año para firmar con el club River Plate de la ciudad de Guayaquil (Ecuador)
A finales de marzo de 2014 Waldemar se reencuentra con el Técnico Universitario ya que es fichado nuevamente por la dirigencia roji-blanca.
A mediados de la temporada 2014 firma contrato con el club Plaza Colonia de Colonia (Uruguay), logrando su ascenso a la serie A.
En la temporada 2015 firma contrato con el club Fuerza Amarilla de la ciudad de Máchala-El Oro (Ecuador), anotando 15 goles y ascendiendo a la serie A.
En el año 2016 jugó para Xelajú MC de Guatemala.
En la temporada 2017 regresó para jugar en la liga ecuatoriana para Liga Deportiva Universitaria de Portoviejo convirtiéndose en el máximo goleador.
Actualmente (2018) se encuentra jugando para el club Birkirkara F.C de primera división de Malta.

## Clubes
| Club                                       | País        | Año           |
| ------------------------------------------ | ----------- | ------------- |
| Deportivo Colonia                          | Uruguay     | 2007 - 2009   |
| Club Atlético Esparta                      | Uruguay     | 2009 - 2010   |
| Técnico Universitario                      | Ecuador     | 2011          |
| Deportivo Quito                            | Ecuador     | 2012          |
| Celaya FC                                  | México      | 2012          |
| Macará                                     | Ecuador     | 2013          |
| River Plate                                | Ecuador     | 2013          |
| Técnico Universitario                      | Ecuador     | 2014          |
| Plaza Colonia                              | Uruguay     | 2014          |
| Fuerza Amarilla                            | Ecuador     | 2015          |
| Plaza Colonia                              | Uruguay     | 2015 - 2016   |
| Xelajú MC                                  | Guatemala   | 2016 - 2017   |
| Liga Deportiva Universitaria de Portoviejo | Ecuador     | 2017          |
| Birkirkara FC                              | Malta       | 2018          |
| Águila                                     | El Salvador | 2019          |
| Club Guabirá                               | Bolivia     | 2019-presente |